# Amir Johnson
Amir Jalla Johnson (rođen 1. svibnja 1987.)  američki  je profesionalni košarkaš koji igra za Toronto Raptorse u NBA ligi. Igra na poziciji krilnog centra.

## NBA karijera
Johnson je draftiran 2005. godine od strane Pistonsa kao 56. izbor ukupno. Poznat kao vrsni atleta draftiran je odmah poslije srednje škole (on je posljednji koji je tako došao u NBA ligu).
Sezonu 2005-06 je bio u sastavu Detroita ali je nastupio u samo tri utakmice. Pistonsi su ga poslali na "kaljenje" u razvojnu ligu (D-league), gdje je branio boje Fayetteville Patriots i Sioux Falls Skyforce.
12. srpnja 2007. je potpisao trogodišnje produženje ugovora s Pistonsima. 
23. lipnja 2009. je mijenjan u Buckse kao dio razmjene tri momčadi: Bucksi, Pistonsi i San Antonio Spursi. 
18. kolovoza 2009. je opet mijenjan ovaj put zajedno sa Sonnyom Weemsom u zamjenu za Carlosa Delfina i Roka Ukića koji su stigli u Buckse iz Toronto Raptorsa.
1. srpnja 2010. potpisao je ugovor s Torontom vrijedan 34 milijuna dolara za pet sezona.

### NBA statistika

#### Regularni dio
| Godina    | Klub    | Odig. uta. | Uta. poč. | Min. | 2P%  | 3P%  | Sl. bac.% | Skok. | Asist. | Ukr. lop. | Blok. | Poena |
| --------- | ------- | ---------- | --------- | ---- | ---- | ---- | --------- | ----- | ------ | --------- | ----- | ----- |
| 2005./06. | Detroit | 3          | 0         | 13.0 | .700 | .667 | 1.000     | 1.3   | 1.0    | .0        | .7    | 6.7   |
| 2006./07. | Detroit | 8          | 0         | 15.5 | .545 | .000 | .786      | 4.6   | .4     | .6        | 1.6   | 5.9   |
| 2007./08. | Detroit | 62         | 0         | 12.3 | .558 | .000 | .673      | 3.8   | .5     | .4        | 1.3   | 3.6   |
| 2008./09. | Detroit | 62         | 24        | 14.7 | .595 | .000 | .657      | 3.7   | .3     | .3        | 1.0   | 3.5   |
| 2008./09. | Raptors | 82         | 5         | 17.7 | .623 | .000 | .638      | 4.8   | .6     | .5        | 0.8   | 6.2   |
| Karijera  |         | 217        | 29        | 15.2 | .599 | .200 | .661      | 4.2   | .5     | .4        | 1.0   | 4.7   |

#### Doigravanje
| Godina    | Klub    | Odig. uta. | Uta. poč. | Min. | 2P%   | 3P%  | Sl. bac.% | Skok. | Asist. | Ukr. lop. | Blok. | Poena |
| --------- | ------- | ---------- | --------- | ---- | ----- | ---- | --------- | ----- | ------ | --------- | ----- | ----- |
| 2007./08. | Detroit | 8          | 0         | 5.4  | .750  | .000 | .500      | 1.6   | .1     | .0        | .4    | 2.6   |
| 2008./09. | Detroit | 3          | 0         | 4.3  | 1.000 | .000 | .000      | 1.0   | .0     | .0        | .3    | .7    |
| Karijera  |         | 11         | 0         | 5.0  | .769  | .000 | .500      | 1.5   | .1     | .0        | .4    | 2.1   |

## Vanjske poveznice
- Profil na nba.com
- [neaktivna poveznica]